# Kori koto
Kori koto ou Karinkoto é uma deidad do Panteão iorubá. Seu nome está composto pelas palavras Kori (Orixá dos partos e deidade infantil), Konkoto (brinquedos dos meninos).
É conceituado na Regra Osha-Ifà como uma deidade infantil e é muito adorado pela Regra Arará, ainda que, não obstante seu culto se pratica muito pouco em Cuba é reconhecido como o Orixá feminino da fertilidade, está relacionado com a fecundação e os meninos que nascem consagrados.
Também se relaciona com um Espírito do rio que protege aos meninos que se afoguem por desobediência a suas famílias.

### Diluggún
Kori koto fala pelo diloggún de Iemanjá.

### Atributos
Os elekes de karikoto se confeccionan com nozes de palma, obbi e kolá.
Os atributos são uma otá, maça de ferro com 7 ou 9 pontas, bengala, uma argola, 2 tarritos de touro e sua mão de caracoles.

### Oferendas
A este Orixá se imola um frango branco.